# Joan Oumari
Joan Oumari (19 d'agost de 1988) és un futbolista alemany.

## Selecció del Líban
Va debutar amb la selecció del Líban el 2013. Va disputar 23 partits amb la selecció del Líban.

## Estadístiques
| Selecció del Líban | Selecció del Líban | Selecció del Líban |
| Anys               | Partits            | Gols               |
| ------------------ | ------------------ | ------------------ |
| 2013               | 1                  | 0                  |
| 2014               | 0                  | 0                  |
| 2015               | 8                  | 2                  |
| 2016               | 4                  | 0                  |
| 2017               | 2                  | 0                  |
| 2018               | 3                  | 0                  |
| 2019               | 5                  | 0                  |
| Total              | 23                 | 2                  |